# (3200) Phaethon
(3200) Phaethon er en nærjords-asteroide af Apollo-typen, der også er kendt under den oprindelige midlertidige betegnelse 1983 TB. Asteroiden, der har en størrelse på ca. 5 km, bevæger sig i et kredsløb der bringer den tættere på Solen end noget andet navngivet himmellegeme. Der findes dog andre der kommer tættere på, men de har endnu ikke fået noget officielt navn. Asteroiden er opkaldt efter Phaethon i den græske mytologi, søn af solguden Helios. Den er formentlig ophav til stjerneskuds-sværmen kaldet Geminiiderne, der kan ses på nattehimlen i midten af december hvert år. Phaethon har været observeret over de sidste 30 år, hvorfor dens bane er ret velbestemt.
Phaethon vil passere Jorden den 16. dec. 2017 i en afstand af 0,068931872 AE (10.312.061 km), kun 27 gange længere væk end Månen. I december 2093 vil Phaethon passere Jorden i en afstand af kun 0,0198117298 AE (2.963.792 km) ca. 8 måne-afstande. I gennemsnit kommer den tæt på Jorden hvert femte år, omend antallet af år mellem hver passage varierer en hel del.

## Opdagelse
Phaethon var det første himmellegeme der blev opdaget fra billeder optaget med en satellit i kredsløb om Jorden. Det var astronomerne Simon F. Green og John K. Davies der opdagede den, i billeder optaget fra den infrarøde satellit IRAS, den 11. oktober 1983. Tre dage senere blev det officielt offentliggjort i "IAUC 3878", i kombination med en klassisk optisk iagttagelse af Charles T. Kowal, at der var tale om et asteroide-lignende objekt. Hvorefter den fik den midlertidige betegnelse 1983 TB. I 1985 fik den navnet (3200) Phaethon.

## Fysiske karakteristika
Phaethon er en relativt usædvanlig asteroide, der bevæger sig i et kredsløb der minder mere om en komet end en asteroide. Studier fra NASAs STEREO rumsonde viser tegn på at Phaethon har en støvhale efter sig, og derudover at den i 2010 rystede støv af sig. Det antages at støvpartiklerne stammer fra termiske fordampnings sprækker på asteroidens overflade, der ved Sol-passager kan nå temperaturer på omkring 1.000 K.